# پل ۳۱۲
پل ۳۱۲-تیر۲ مربوط به دوره پهلوی اول است و در شهرستان سوادکوه، بخش شیرگاه، محله سرتپه واقع شده و این اثر در تاریخ ۲۲ مرداد ۱۳۸۴ با شمارهٔ ثبت ۱۳۰۹۲ به‌عنوان یکی از آثار ملی ایران به ثبت رسیده است.